# Кубок Латвийской ССР по футболу 1987
Кубок Латвийской ССР по футболу 1987 — розыгрыш Кубка Латвийской ССР.

## 1/16 финала
| Хозяева                  | Счёт | Гости                        |
| ------------------------ | ---- | ---------------------------- |
| Нива (Даугавпилс)        | 1:6  | Целтниекс (Рига)             |
| Варпа (Краслава)         | 3:2  | Портовик (Рига)              |
| Земгале (Илуксте)        | 1:3  | ВЭФ (Рига)                   |
| Дубна (Прейли)           | 1:5  | Строитель (Даугавпилс)       |
| Саркана бака (Вентспилс) | 0:5  | Гауя (Валмиера)              |
| АТП (Лиепая)             | 0:1  | 9 Мая (Рижский район)        |
| Сельмаш (Рига)           | 1:2  | Светотехника (Рига)          |
| Старт (Броцены)          | 0:2  | Альфа (Рига)                 |
| Бетон (Вангажи)          | 1:3  | Сборная юниоров (Рига)       |
| РЭМЗ (Рига)              | 0:4  | Машиностроитель (Резекне)    |
| Локомотив (Рига)         | 3:4  | Сарканайс металургс (Лиепая) |
| Дорожник (Лимбажи)       | 2:3  | Адитайс (Огре)               |
| ДЮСШ (Елгава)            | 1:9  | Сарканайс квадратс (Рига)    |
| Фарфорист (Рига)         | 2:4  | Юрниекс (Рига)               |
| Автомобилист (Елгава)    | 1:2  | Ригас аудумс (Рига)          |
| РОЗТО (Рига)             | 0:3  | Торпедо (Рига)               |

## 1/8 финала
| Хозяева                      | Счёт           | Гости                     |
| ---------------------------- | -------------- | ------------------------- |
| Целтниекс (Рига)             | 0:0 (8:9 пен.) | Варпа (Краслава)          |
| ВЭФ (Рига)                   | 4:3            | Строитель (Даугавпилс)    |
| Гауя (Валмиера)              | 1:2            | 9 Мая (Рижский район)     |
| Светотехника (Рига)          | 0:1            | Альфа (Рига)              |
| Сборная юниоров (Рига)       | 5:0            | Машиностроитель (Резекне) |
| Сарканайс металургс (Лиепая) | 4:2            | Адитайс (Огре)            |
| Сарканайс квадратс (Рига)    | 2:0            | Юрниекс (Рига)            |
| Ригас аудумс (Рига)          | 1:3            | Торпедо (Рига)            |

## 1/4 финала
| Хозяева                   | Счёт | Гости                        |
| ------------------------- | ---- | ---------------------------- |
| Варпа (Краслава)          | 0:3  | ВЭФ (Рига)                   |
| 9 Мая (Рижский район)     | 0:4  | Альфа (Рига)                 |
| Сборная юниоров (Рига)    | 0:1  | Сарканайс металургс (Лиепая) |
| Сарканайс квадратс (Рига) | 1:2  | Торпедо (Рига)               |

## 1/2 финала
| Хозяева                      | Счёт | Гости          |
| ---------------------------- | ---- | -------------- |
| ВЭФ (Рига)                   | 1:0  | Альфа (Рига)   |
| Сарканайс металургс (Лиепая) | 0:1  | Торпедо (Рига) |

## Финал
| Дата | Хозяева    | Счёт           | Гости          |
| ---- | ---------- | -------------- | -------------- |
|      | ВЭФ (Рига) | 0:0 (3:2 пен.) | Торпедо (Рига) |